# Unión Hidalgo (Oaxaca)
Unión Hidalgo o Ranchu Gubiña, es una población ubicada en la región del Istmo de Tehuantepec, cabecera del municipio del mismo nombre, en el Estado de Oaxaca, al sureste de México, directamente al norte de la Laguna Superior entre los paralelos 16°43′ de latitud norte y los 96°17′ de latitud oeste a una altitud de 20 metros sobre el nivel del mar. Forma parte del Distrito de Juchitán y de la Región Istmo de Tehuantepec.
El 7 de septiembre de 2017 a las 11:50 horas sufrió los efectos del terremoto registrado en el sureste de México, siendo una de las poblaciones más afectadas.

## Historia
Unión Hidalgo tiene sus orígenes en familias procedentes de la ciudad de Juchitán de Zaragoza, que fundaron una ranchería que primeramente denominaron "Rancho Gubiña". La palabra "Gubiña" significa "Palma" , y hace que se le conozca comúnmente como "Rancho Pobre" (aunque en realidad siempre se ha mostrado próspera en la ganadería y la agricultura).
Posteriormente, entre las mismas familias fundadoras se presentaron varios conflictos que culminaron en la división de la ranchería en dos partes: Rancho Gubiña Guía (Rancho Gubiña Norte) Y Rancho Gubiña Guete (Rancho Gubiña Sur) actual Gubiña Guete'.
Después, familias de la misma región en busca de tierra que cultivar se establecieron en diferentes puntos de lo que hoy es el área de la población, formando así nuevas rancherías tales como: Ranchu Pandu, Rincón Sombrero, La Palma y Chicapita actual Chicapa de Castro.
En el año de 1882, Francisco León Hernández, jefe político del distrito de Juchitán, consideró conveniente unir a todas las rancherías y establecer un solo núcleo de población. Trató de convencer a los distintos pobladores, pero no lo logró. Ante la negativa de su petición mandó incendiar las rancherías y obligó a sus habitantes a abandonarlas y a concentrarse únicamente en Ranchu Gubiña Guiaá, y formar un solo poblado.
El 29 de septiembre de 1882 le dieron por nombre Unión Hidalgo: Unión, por la integración de las diferentes rancherías, e Hidalgo, en honor al padre de la patria Miguel Hidalgo y Costilla.

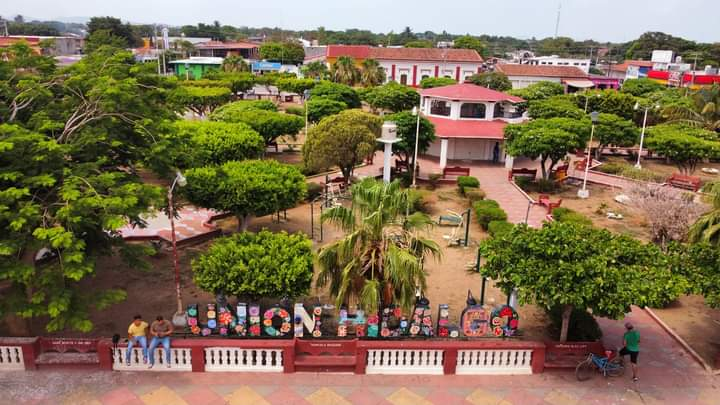
Parque Central

Es una población muy rica en cultura y tradición. Las velas, las regadas, los trajes regionales son parte de la gran diversidad de expresiones culturales que existen, no sólo en la población, sino en la región y estado.
Sus calles son amplias, se dice que es una de las poblaciones mejores trazadas del estado, actualmente está creciendo rápidamente debido a sus tierras fértiles donde prosperan el cultivo y el ganado vacuno, siendo además una de las poblaciones catalogadas como seguras dentro de la región, en comparación con otras localidades, así como su cercanía con la Heroica Ciudad de Juchitán de Zaragoza, principal centro político, económico, social y cultural de la región.
En 2017 fue catalogada como segunda localidad colonial del estado, encabezando en número la presencia de casas de estilo vernáculo o casa de tejas, debido al gran valor histórico y cultural dentro de la población, quien se ha esmerado por preservar este estilo peculiar en la construcción y renovación de sus casas, superando en número a Santo Domingo Tehuantepec considerada como la segunda ciudad colonial, solo por detrás de la capital del estado. 

## Terremoto del 7 de septiembre
El 7 de septiembre de 2017 el Servicio Sismológico Nacional (SSN) reportó un sismo con magnitud 8.2 (el más fuerte en México desde hace casi 100 años) localizado en las cercanías de Pijijiapan, en el estado de Chiapas. El sismo, ocurrido a las 23:49:18 horas, fue sentido en el sur y centro del país. Las coordenadas del epicentro son 14.85 latitud N y -94.11 longitud W y la profundidad es de 58 km.
Las autoridades informaron que han contabilizado al menos 96 muertes por el sismo que golpeó a las zona sur y centro del país.
En Unión Hidalgo, se reportaron siete muertos y 55 heridos, así como más de 300 familias que perdieron sus viviendas.
El gobernador de Oaxaca, Alejandro Murat, indicó que en esa entidad tienen el registro de 76 fallecidos. Los reportes oficiales indican que hay al menos 800 mil damnificados por el sismo, en 41 municipios de Oaxaca. De acuerdo con el gobierno estatal, más del 80% de los habitantes del Istmo de Tehuantepec están damnificados.
Los municipios con mayores afectaciones son Juchitán, Unión Hidalgo, Ixtaltepec y Astata.

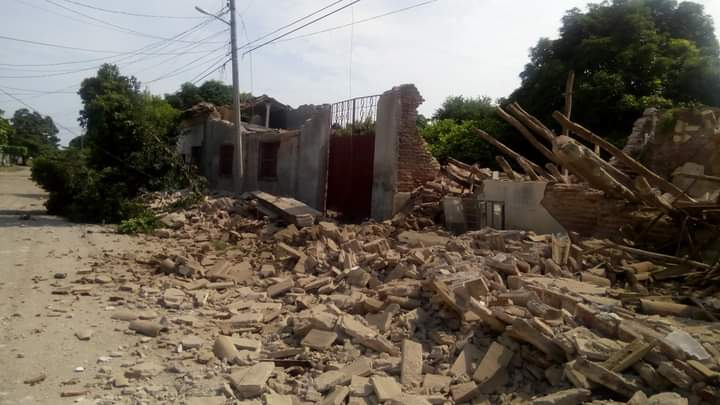
Casa Colapsada por el Terremoto de 8.2 del 2017
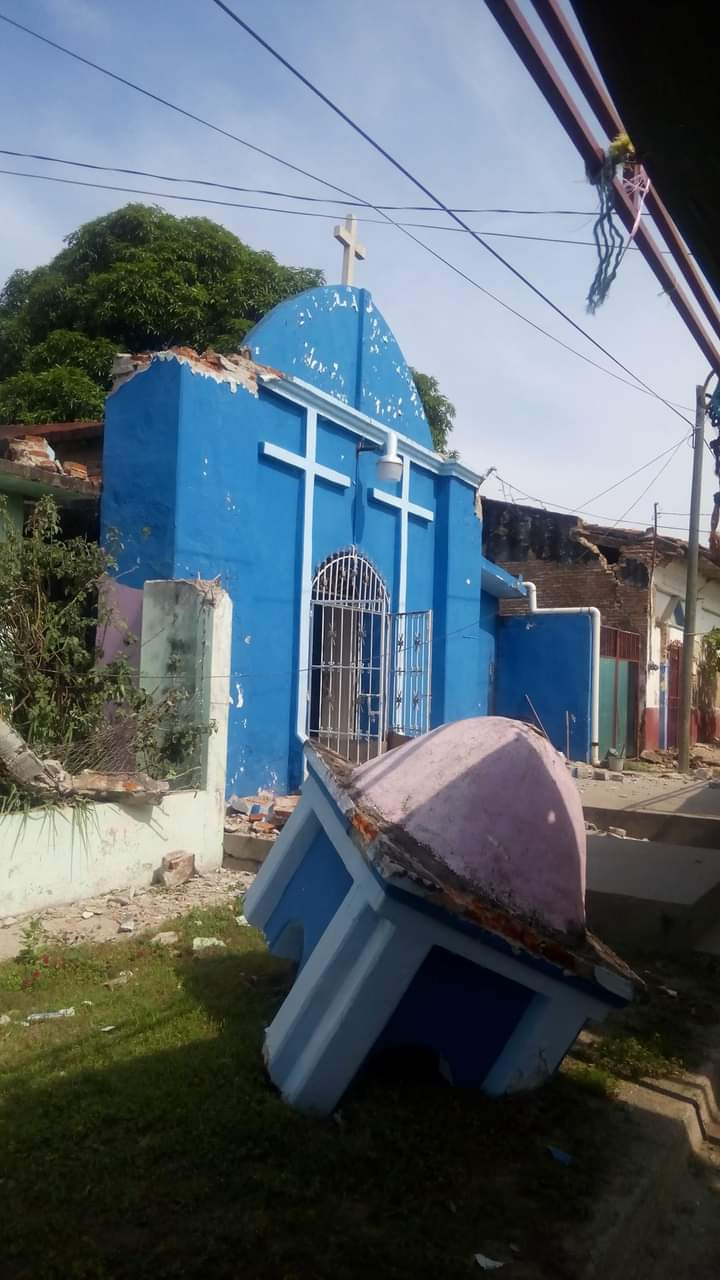
Parroquia de María Santísima dañada tras el Terremoto del 2017
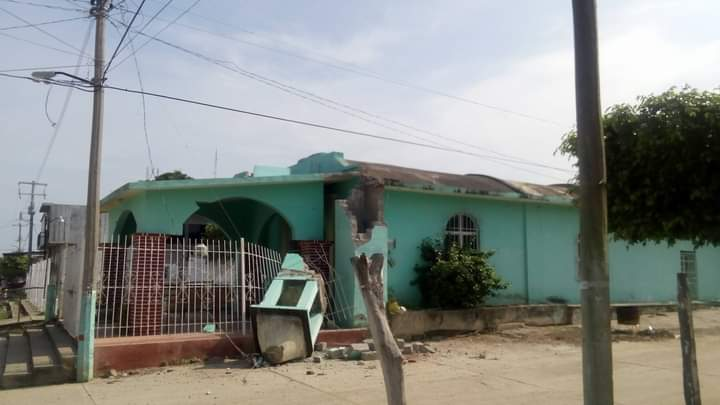
Parroquia de San Vicente Chico Colapsada tras el Terremoto del 2017
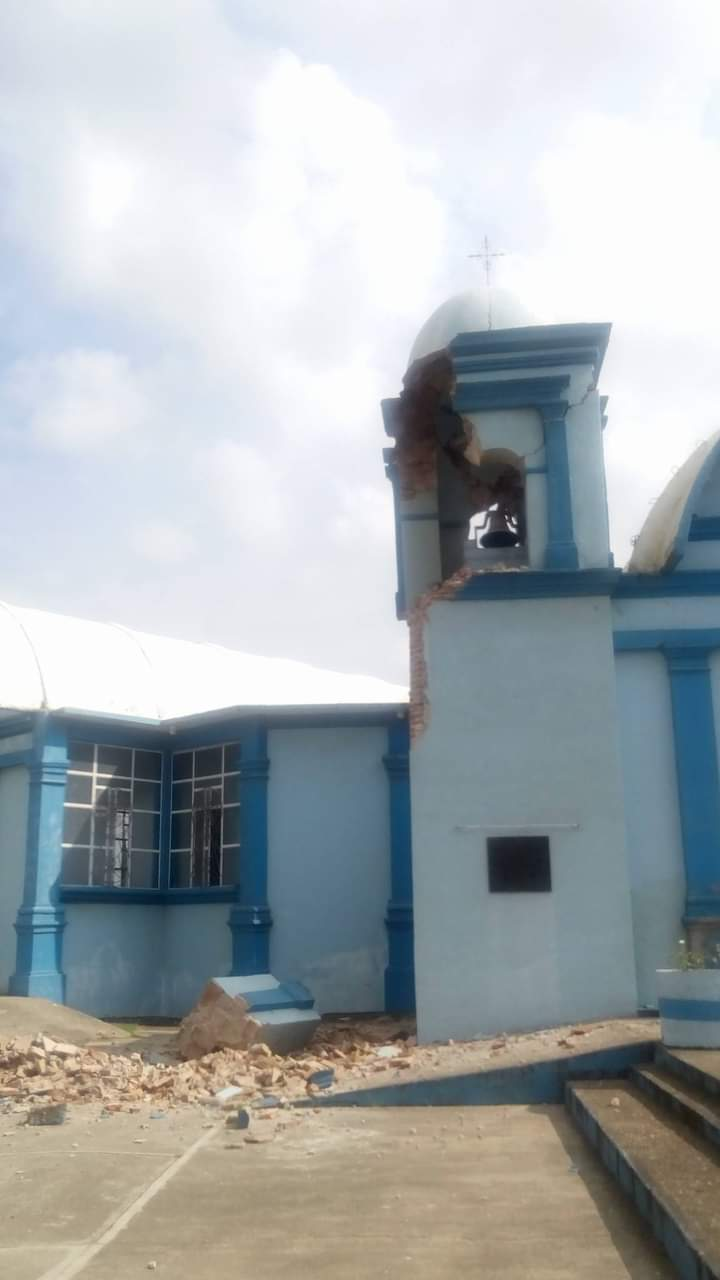
Iglesia de San Pedro Apóstol dañada tras el Terremoto del 2017
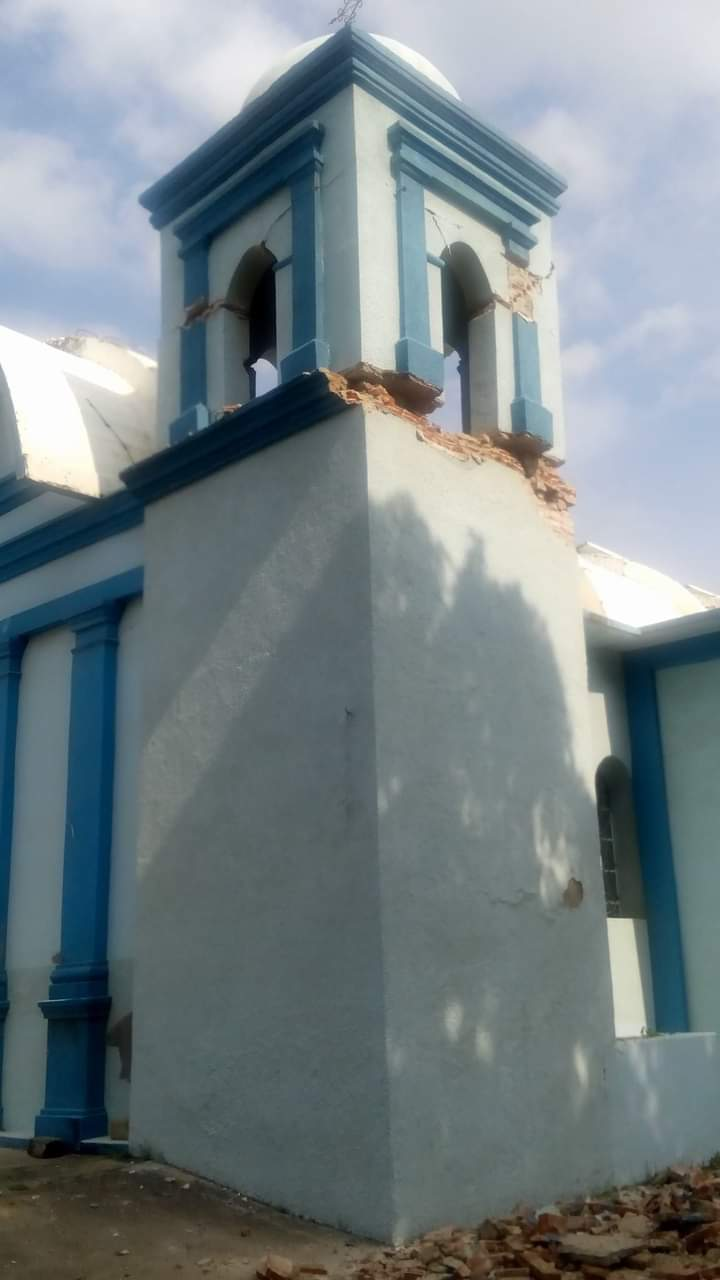
Campanario de la Iglesia de San Pedro Apóstol dañada tras el Terremoto del 2017
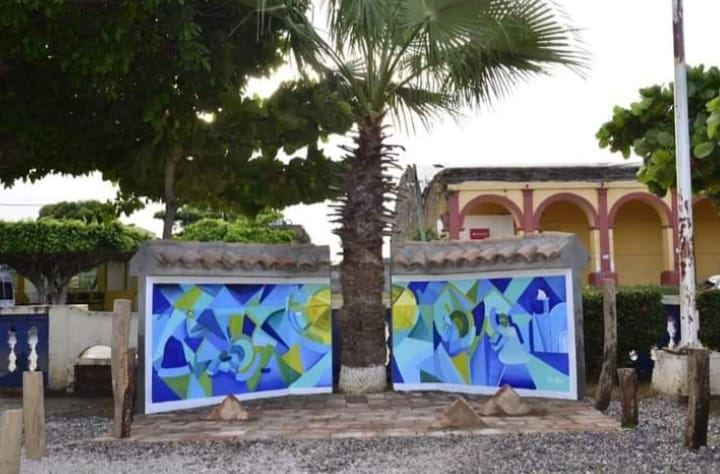
Monumento en Memoria de los Fallecidos tras el Terremoto del 2017

## Economía
Unión Hidalgo es una ciudad básicamente ganadera y comercial. El mercado "7 de Noviembre" que es denominado como el mercado principal, está ubicado junto a la estación de ferrocarril. En este mercado se puede comprar diferentes productos propios de la comunidad, así como de comunidades aledañas como Chicapa de Castro, San Dionisio del Mar y Huamuchil, algunos de los productos que ahí se comercian son: flores, frutas producidas en la misma comunidad (chicozapote, piña, papauce, guanábana), carnes, pescado fresco y horneado, tollo (carne de mantarraya o tiburón), pescaditos horneados en hoja de maíz, jaibas vivas, totopos (chicos, grandes y de dulce), dulces típicos (tortita de coco, dulce de camote, dulce de coyol, dulce de almendra, mueganitos, quesadilla de arroz), queso (fresco, oreado, seco, con chile, quesillo, mantequilla), empanadas, abarrotes, ropa, joyería y curiosidades. También cuentan con 2 mercados más el Mercado "Santa Cecilia" ubicado en la zona Este y el Mercado Central en el centro de la población.
El mercado o tianguis se establece en la población los jueves de cada semana, este es de comerciantes foráneos que recorren diferentes partes de la región ofreciendo diferentes productos.
Son destacados los plantíos de mango, sandía, naranja, maíz, frijol, sorgo y chicozapote. En el Río Espíritu Santo que transita el área oeste de Unión Hidalgo y en Playa Unión se pescan distintas especies.

## Religión
La comunidad es mayormente católica, aunque se ha acrecentado el número de personas en las distintas religiones como lo son la cristiana, mormónica y testigos de Jehová. 
Su santo patrono en la religión católica es San Pedro Apóstol, cuyas festividades se realizan en la última semana de junio y su fiesta principal se celebra el 29 de junio.

## Parque eólico
Anteriormente el parque eólico abarcaba lo que es el municipio de Juchitán de Zaragoza pero se ha ampliado a los municipios de Santo Domingo Ingenio, Asunción Ixtaltepec, Ciudad Ixtepec, Santiago Niltepec y Unión Hidalgo, ya que los aerogeneradores eran privados, pero con la inversión realizada por la Comisión Federal de Electricidad, se ampliaron con la intención de proteger el medio ambiente con recursos renovables, esto a causado una especie de descontento a la población, ya que se acusa tanto al órgano federal como a las trasnacionales provenientes de España y Francia, de ser un arrebato paulatino de las tierras, así como el despojo de estas, en Unión Hidalgo, particularmente, se han llevado censos, audiencias y Consultas Indígenas para saber la postura de la ciudadanía acerca del proyecto eólico.
En 2020 se logró interponer una demanda ante la Corte en París la empresa Electricité de France (EDF) por violaciones a los derechos humanos y tras 5 años de litigio con relación a la construcción del parque eólico "Gunna Sicarú" el 2 de julio del 2022 la comunidad en conjunto con ProDESC consiguen la cancelación definitiva del proyecto, marcando así un hito histórico convirtiendo a este proceso de litigio en el primero de su tipo emprendido por una comunidad indígena del continente Americano.

Gracias a 5 años de lucha de la comunidad zapoteca de Unión Hidalgo y ProDESC, la Comisión Federal de Electricidad (CFE) anuncia la cancelación del megaproyecto eólico Gunná Sicarú de la empresa Électricité de France (EDF).

## Tradiciones y costumbres
La fiesta titular de la fundación del pueblo, se celebra del 26 al 30 de septiembre, siendo el 29 de septiembre, la fecha principal, por ser esta el día de la fundación de la localidad. En la cual se llevan a cabo convivencias, bailes, corrida de toros, torneos deportivos, eventos culturales, carnaval en el parque central con juegos mecánicos y el baile principal en la noche del 29 de septiembre. De igual manera es un pueblo rico en tradiciones y costumbres: las más populares son la vela de San Pedro Apóstol (el santo patrono del pueblo), San Isidro Labrador y Pasión Goola. También se celebran otras fiestas: las calendas, baile velorio, convite, regada de frutas, velas y lavada de ollas, estos son algunos de los diferentes eventos tradicionales que acompañan las festividades y que la localidad comparte con otras localidades pertenecientes a la región del istmo, las cuales son la herencia cultural e identidad del pueblo zapoteca.
Fiestas tradicionales
A lo largo del año se llevan a cabo las diferentes fiestas en honor a símbolos religiosos, estas son las llamadas "Velas", las cuales inician en el mes de abril con la vela de los Pescadores (Norte y Sur), la vela de San Vicente Huiini (Chico) (Asociación Civil y Asociación Palmeros) y San Vicente Goola (Grande); el 3 al 10 de mayo la vela de la Santa Cruz "Pasión Goola", Cruz Verde y Cruz Blanca; del 12 al 18 de mayo la vela de San Isidro Labrador; en junio a María Santísima y San Pedro Apóstol (Santo Patrono); Santo Domingo de Guzmán los primeros días de agosto; San Judas Tadeo en Octubre; a Santa Cecilia el 22 de noviembre; y en diciembre la vela de la Virgen de Guadalupe (Norte y Sur) y Virgen de Juquila, en el municipio de Unión Hidalgo en su la mayoría de sus celebraciones las realizan en honor a los santos y símbolos religiosos, que ahí mismo radican y que la población es creyente, sin embargo existen otros tipos de fiestas que se llevan a cabo cada año, esto se hace en honor a oficios o a ciertas actividad dentro de esta, o que desde hace ya muchos años atrás se le determina este nombre, es por eso su celebración, como son:
- Las fiestas de los "Bola Lari" (hombres que viven en casa de la suegra)
- De los "Muxes" que en la lengua zapoteca significa "homosexuales"
- De la Santa Cruz (albañiles)
- De las Taberneras (Corona-Carta Blanca)
- De Pasión Blanco "Flojos"
- De la Santa Cruz de los Pescadores
- La Vela de los Palmeros

 La Noche de Calenda 
La Calenda es un paseo a pie realizado al anochecer por las diferentes calles de la población, esta va encabezada por la Madrina de Calenda, quien va acompañada de familiares, amigos, vecinos y el público en general, se acompaña con una banda de música tradicional, con la cual parten a dar visitan a cada uno de los Socios Integrantes de dicha festividad, estos al ser visitados, danzan sones tradicionales istmeños propios de la localidad, una vez concluida su visita estos proporcionan un apoyo económico a la madrina de calenda, en la etapa final de la calenda, los concurrentes visitan a los Mayordomos en turno y el Atrio de la Iglesia, para culminar en el domicilio particular de la madrina de calenda, en donde se sirve comida y bebida para todos los concurrentes y asistentes, para terminar con la quema de cohetes y toritos. Se suele servir El Chingorolo una bebida ancestral del Istmo de Tehuantepec, elaborada a base de mezcal, limón, chile de árbol, sal y naranja.
 Las Regadas 
La Regada es un paseo de carros alegóricos, realizados por las principales calles de la población, está da inicio de la casa de los mayordomos en turno de la festividad, quienes encabezan el paseo, llevando consigo banda de música tradicional, acompañantes, estandartes y una imagen del santo o símbolo religioso al que se le adjudica la festividad, en ella también asisten, Capitanes y Capitanas de Cabalgata, Reina, Madrinas, Socios Integrantes y Toritos de Jaripeo, quienes se enfilan y encaminan a la iglesia del santo celebrado, en donde la Reina en turno es coronada por sus padrinos, frente a los asistentes, el paseo transita frente al Parque Central y el Palacio Municipal, según la tradición local, para concluir en la iglesia, y posteriormente trasladarse al domicilio de los mayordomos en donde se realizará por la noche, el Baile Velorio.
En esta festividad las mujeres son las que más participan ya que muestran sus variados de trajes, sus joyas y su cooperativismo. Anteriormente se regaban frutas, pero con el paso del tiempo eso se fue modificando, y ahora se arroja todo tipo de productos, tanto locales como traídos del exterior, participan carretas arriadas por ganado vacuno y los capitanes montados en caballo. 
Las Velas
Son fiestas tradicionales dedicadas a santos, símbolos religiosos o familias, en la cual asiste el pueblo en general, con música tradicional como los sones, así como boleros, danzones y música moderna, la velada se llevan a cabo en la pista de la iglesia o en una aledaña. Allí la llamada "Sociedad de la Vela" es la responsable de llevar a cabo los preparativos de la festividad, que a lo largo del año se prepara realizando diferentes eventos para recaudar fondos y llevarla a cabo, en ella también fungen como anfitriones personalidades como: La Reina, Capitanes y Capitanas, Madrinas y Mayordomos, el inicio de la fiesta se marca con el sonar de un son istmeño, siendo este el de respectiva festividad. Se sirven botanas, bebidas y así como la participación grupos musicales, como la renombrada "Orquesta de Roy Luis".
La Lavada de Ollas (La Última Noche)
En este evento se cierra la temporada de agradecimiento a dicho santo. Aquí se lleva a cabo la entrega de mayordomía, así como el nombramiento de los próximos capitanes, capitanas, madrinas y reina de dichas festividades, así mismo la reina tiene como obligación bailar un son regional para cerrar con broche de oro las festividades, y se invita a la sociedad para asistir el próximo año.
Rapto de Novia
Entre las más conocidas y significativas entre la gente de la población, sobre todo determinante entre las mujeres es la llamada "Huida" o "Rapto de la mujer", este último significa que el hombre roba a su novia, y se la lleva a su casa, con el fin de casarse con ella, esto se lleva a cabo en la noche, se la lleva con el consentimiento de la mujer, pero antes debe insistirle a la mujer para que se case con ella, el hombre llega a su casa, pero antes debe informale a sus padres de que ya trae a su futura esposa y que la acepten dentro de la familia; posteriormente la familia del novio prepara un cuarto especialmente para los novios, esto consiste en preparar una cama con sabanas blancas y con flores, la madre consigue un pañuelo blanco para que sea manchado por sangre. [cita requerida]
Enseguida encierran a los novios en el cuarto y llevan a cabo el acto del "coito" para esto el novio manchará con el pañuelo la sangre de la virginidad, y si esta muestra la sangre significa que es virgen y la familia prende cohetes en honor a esto; al siguiente día un contingente de la familia del novio, especialmente conformada por personas mayores y conocedoras de la situación se dirigen con la familia de la novia para avisarles que su hija se casará y de esta forma den el consentimiento para que se case, y que salió virgen. Si aceptan se lleva a cabo "El vinos y licores" que consiste en invitar a la gente a salir a la calle a celebrar este nuevo matrimonio, las mujeres adornadas por coronas de flores en la cabeza, bailando y tomando vino o mezcal, junto a una banda musical y entre una de las mujeres invitadas escogen a una para,para que represente de los trabaja el novio o como le dice a su familia, ya sea por ejemplo, que el novio sea carpintero, la mujer se vestirá de carpintero y mostrará en la calle muy alegre, realizando lo que hace el novio. Mientras la novia se encuentra recostada en un catre,en casa del novio adornada con muchas flores de tulipán, y amarrada con un pañuelo en la cabeza, y a su lado en un jicalpextle (una jícara de "pochota") o bladu yuu (un plato de barro) que contiene el pañuelo manchado de sangre en señal de su virginidad, que las mujeres adultas se acercarán a ver que es verdad que es digna de realizarle su fiesta, por demostrar que es virgen. Al siguiente día las dos familias acuerdan la fecha de la boda. [cita requerida]
Este acto ha sido muy controvertido y expuesto entre muchas mujeres desde hace ya varios años y en la actualidad las mujeres no quieren aceptar, pues comentan que es algo sagrado que sólo ella y su pareja deben saber, y esto no debe ser mostrado ante la sociedad, ya que si alguna mujer no demuestra esto ella será criticada por la sociedad.

## Tapu (pelota de trapo)

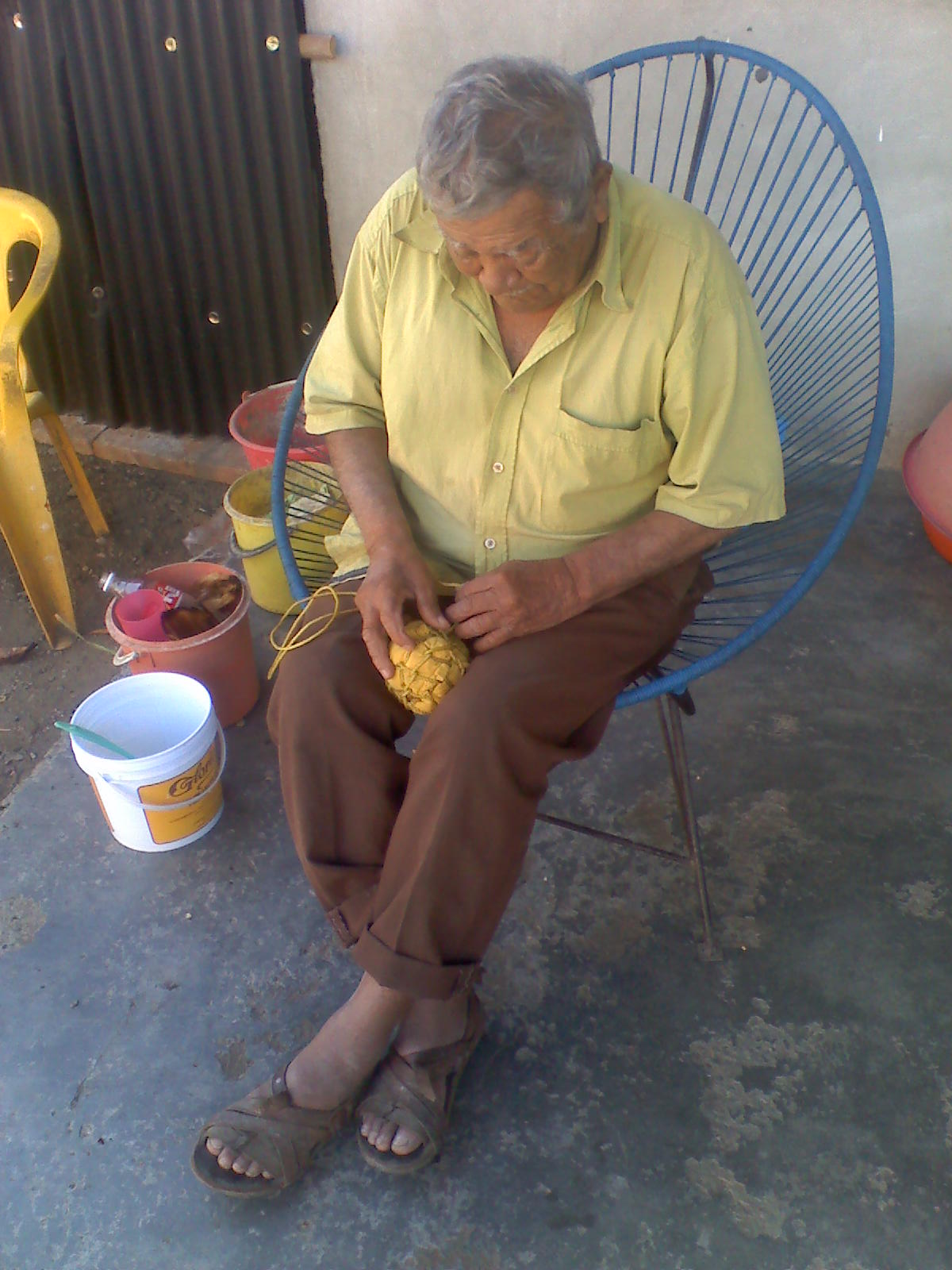
Elaboración del Tapu (pelota de trapo).

El tapu es un juego autóctono del municipio de Unión Hidalgo y de la Región del Istmo, que data de antes de que la modernidad llegara al pueblo: cuando los habitantes solo vivían de la ganadería, la pesca y el cultivo, esto los llevó poco a poco a inventar sus propios medios de entretenimiento, y así surgió. No se sabe casi con exactitud la forma y el tiempo exacto de como llegó a ser forma de entretenimiento, simplemente es el único juego que se inventó en la región.

## Educación
Unión Hidalgo cuenta con 23 instituciones educativas, distribuidas en:
- 8 Preescolares
- 9 Primarias
- 3 Secundarias
- 1 Escuela de Computación
- 1 Colegio de Bachilleres del Estado de Oaxaca (COBAO)
- 1 extensión del Tecnológico Nacional de México del Valle de Etla.

## Comunicaciones
Unión Hidalgo se encuentra comunicado directamente por medio de una brecha carretera inaugurada en 1957 con La Venta y Chicapa de Castro y en 1994 se inaugura la carretera con Juchitán de Zaragoza, cuenda con el servicio de transporte público para el tránsito en ambos tramos carreteros, por su ubicación geográfica, es ruta alterna de los autotransportes de carga que transitan en la carretera Panamericana, cuando en el tramo carretero La Venta - La Ventosa, es intransitable por el efecto del Viento Norte, que principalmente ocurre entre los meses de noviembre-marzo.
Actualmente gracias al proyecto del Tren Interoceánico del Istmo de Tehuantepec, se planea renovar la Línea K que perteneció al Ferrocarril Panamericano, que corre de Ciudad Ixtepec en Oaxaca a Ciudad Hidalgo en Chiapas, esta línea férrea transita a Unión Hidalgo desde el año 1902, así mismo se contaba en la localidad con una Estación de carga y pasaje, ubicada en el Mercado "7 de Noviembre", el edificio antiguo tuvo que ser demolido por haber sido seriamente afectado tras el terremoto del 2017, en su lugar se construirá una nueva Estación de Unión Hidalgo.